# Dransfeld
Dransfeld ist eine Stadt in Südniedersachsen im Landkreis Göttingen und der Sitz der Samtgemeinde Dransfeld.

## Geografie

### Lage
Dransfeld befindet sich etwa auf der Hälfte der Luftlinie zwischen der Universitätsstadt Göttingen und der Fachwerkstadt Hann. Münden. Die Stadt liegt zu Füßen des westlichen Bramwalds und des südlichen Dransfelder Stadtwalds, wird von der Auschnippe durchflossen und von einem Abschnitt der Frau-Holle-Route der Deutschen Märchenstraße durchzogen. Südlich von Dransfeld befindet sich der Berg Hoher Hagen, welcher zu den höchsten Bergen im Südzipfel des Bundeslandes Niedersachsen zählt.

### Stadtgliederung
- Kernstadt
- Bördel
- Ossenfeld
- Varmissen

## Geschichte
Dransfeld wird erstmals in einer Güteraufstellung des Klosters Hilwartshausen als Threnesfelde genannt, die von König Otto I. im Jahre 960 unterzeichnet wurde. Eine stadtähnliche Siedlung war Dransfeld wohl schon Anfang des 14. Jahrhunderts. Der erste Nachweis eines Rates in Dransfeld lässt sich für das Jahr 1345 bringen, die vollen Stadtrechte nach dem Vorbild des Mündener Stadtrechts wurden dem Rat allerdings erst 1368 durch Herzog Otto den Quaden verliehen. In älterer Literatur findet sich jedoch der Hinweis, dass Dransfeld bereits 1305 Stadtrecht erhalten habe. Daneben wird erwähnt, dass der Ort aus verschiedenen Klostergütern der Klöster St. Michaelis zu Hildesheim, Mariengarten, Hilwartshausen und Bursfelde hervorgegangen sei.
Eine Burg in Dransfeld erscheint das erste Mal im Jahr 1374 in den Schriftquellen, als Herzog Otto der Quade von Braunschweig-Göttingen während seines Kriegszugs gegen die Landgrafschaft Hessen in einer Burg auf dem Hof seines Knappen Barge nächtigte. Von 1394 bis 1422 bewohnte ein Knappe Hinrich Goetzele eine Kemenate auf der „Knappenburg“. Im Jahr 1420 belehnte der hessische Landgraf Herzog Otto den Einäugigen im Namen des Königs Sigismund mit einer Burgstätte in Dransfeld, die er vom Reiche zu Lehen haben solle wie seine Vorfahren. In einer alten Nachricht, die über die Zerstörung Dransfelds 1374 berichtet, wird zudem der Standort der Burg erwähnt: Anno Domini MCCCLXXIV. is Dransfeld von den Hessen un Döhringers geschleifet, Wall un Wothergroben ingereten un uth den Grounan afgebrandt. Herzog Otto hat tau der Thieth hier wohnt. Dat Schloss hat in den Knappen-Barges Howe legen.
In den Sternerkriegen wurde die Stadt schwer geschädigt, ab 1430 ist dann der Bau von starken Befestigungen urkundlich bezeugt. In jenem 15. Jahrhundert war zudem ein spürbarer Rückgang der wirtschaftlichen Entwicklung Dransfelds zu verzeichnen, so wurde beispielsweise die Siedlung „Im alten Dorfe“ südwestlich der Stadt aufgegeben und der Kaland von St. Johannis nach Göttingen verlegt. Wenig später erhielten die Dransfelder, vom Kloster Hilwartshausen den Berg Hohen Hagen mitsamt allem Zubehör, Ländereien und das Recht der Holzung. Dafür verpflichten sie sich in einem Revers von 1529 dem Kloster in allen Dingen treu und ergeben zu sein und bei der Erhebung von Zinsen des Klosters an die Dransfelder Hilfe zu leisten. Aus dem Revers geht zudem hervor, dass damals Albrecht Bomgarten Bürgermeister von Dransfeld war.
Im Dreißigjährigen Krieg eroberten die Truppen Tillys 1634 die Stadt, dabei wurden 104 Bürgerhäuser und 60 Scheunen zerstört. Spätestens für das ausgehende 18. Jahrhundert noch ist das Patrizier-Geschlecht derer zu Dransfeld in Göttingen nachgewiesen. Sie erhielten ihren Namen von ihren Vorgängern, den Edelleuten von Dramfeld, die ursprünglich am Fluss der Dramme gewohnt, und einen freien, adligen Erbsitz und Burghof zu Dramfeld hatten. Nachdem dieser abbrannte, ließen sich die Herren von Dransfeld in Göttingen und Obernjesa nieder. Vermutlich war Meinhard kein Vertreter des Geschlechts derer von Dransfeld, der, ähnlich wie andere Vertreter des Hauses, vielfach als Stifter zu hohen Würden aufstieg. Meinhard bekleidete im 13. Jahrhundert das Bischofsamt in Halberstadt und übertrug dem Kloster Riddagshausen 1245 den Fruchtzehnten von den benachbarten Feldern.
Am 26. Januar 1834 brannte die Stadt Dransfeld noch einmal zum größten Teil nieder. Im Anschluss wurde der Stadtgrundriss deutlich verändert, die Straßen wurden verbreitert und die Baufluchtlinien begradigt, neue Straßen wurden unter Berücksichtigung des alten Straßengefüges planmäßig angelegt. Die Stadt erholte sich in den Folgejahren allmählich von dem Brand, so stiegen bis in das Jahr 1870 kontinuierlich die Einwohnerzahlen Dransfelds. Die Einstellung des Braunkohleabbaus und weiterer Unternehmungen ließ den Ort die Form einer stillen Ackerbürgerstadt annehmen, das größte Industrieunternehmen in der Umgebung des Ortes stellte lediglich der Basaltsteinbruch „Hoher Hagen“ dar.

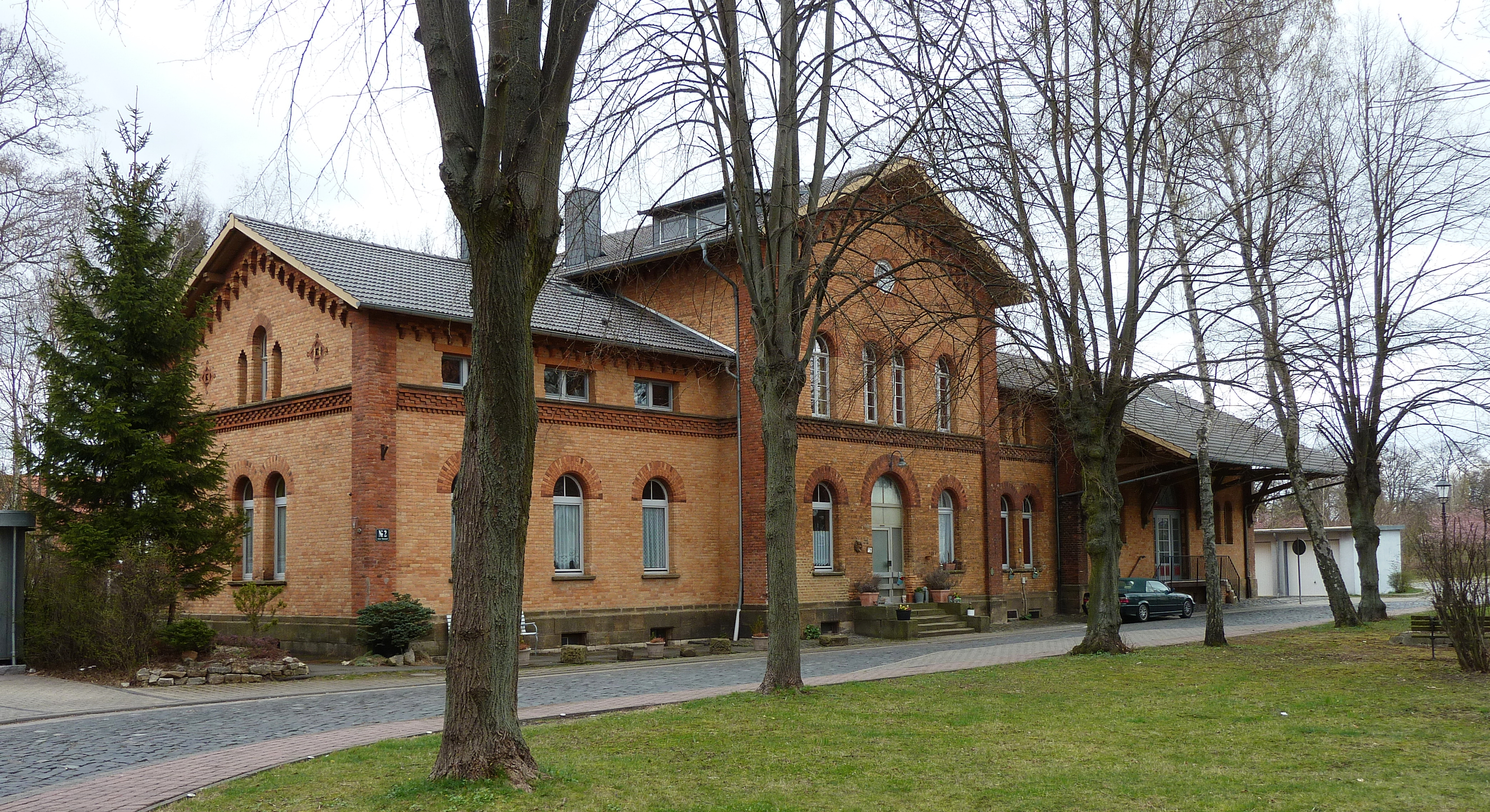
Ehemaliger Bahnhof

Von 1856 bis 1980 war Dransfeld durch die Hannöversche Südbahn, einst zweigleisige Hauptstrecke von Hannover über Göttingen, Hann. Münden und Kassel, an das überregionale Eisenbahnnetz angebunden. Zur Vermeidung einer Linienführung über kurhessisches Gebiet wurde die Strecke von Göttingen mit enormen Steigungen über Dransfeld geführt und bekam so den Beinamen Dransfelder Rampe. Bis zur Elektrifizierung der Verbindung über Eichenberg im Jahr 1963 war sie eine bedeutende Fernverkehrsstrecke, danach verblieben nur noch wenige Nahverkehrszüge, bis der Personenverkehr im Mai 1980 eingestellt und der Streckenteil nach Göttingen abgebaut wurde. Bis Ende der 1980er Jahre diente der Streckenteil nach Hann. Münden noch als Güteranschlussgleis.

### Herkunft des Ortsnamens
Alte Bezeichnungen des Ortes sind 960 Trhenesfelde, 1022 Dransuelt, 1022 Dransvelt, 1078 Thransfellensem, 1089-93 Triensuelt, 1089-93 Triensvelt, 1093 Dransfelde und 1125 Transfeldun. „Thran“ bedeutet „modern“, „faulen“. Der Ortsname Dransfeld („Thranas-feld“) bedeutet am ehesten „Stelle mit vermoderten, faulenden Sumpfpflanzen“.

### Eingemeindungen
Am 15. Juli 1968 wurde die Gemeinde Bördel eingegliedert. Am 1. Januar 1973 wurden die Gemeinden Ossenfeld und Varmissen eingegliedert.

## Religion
Die St.-Martini-Kirchengemeinde Dransfeld gehört zum Kirchenkreis Göttingen-Münden der Evangelisch-lutherischen Landeskirche Hannovers. Zur Kirchengemeinde gehören neben der St.-Martini-Kirche in Dransfeld auch die St.-Crucis-Kapelle in Ossenfeld sowie die Kapellen in Bördel und Varmissen.
In der Martini-Kirche wurde 1953 eine Leih- oder Patenglocke montiert. Sie stammte aus dem Geläut der Dorfkirche in Schönfeld im Kreis Flatow, (Posen-)Westpreußen bzw. Pommern. Im Zweiten Weltkrieg war sie requiriert worden, entkam jedoch der Einschmelzung für Rüstungszwecke und fand 1952 Aufnahme in der Johanniskirche in Uschlag bei Hannoversch Münden. Dort stellte man schon bald einen Haarriss fest, musste sie jedoch aus Klanggründen nach erfolgter Schweißung abgeben, so dass sie ihren Weg nach Dransfeld nahm.

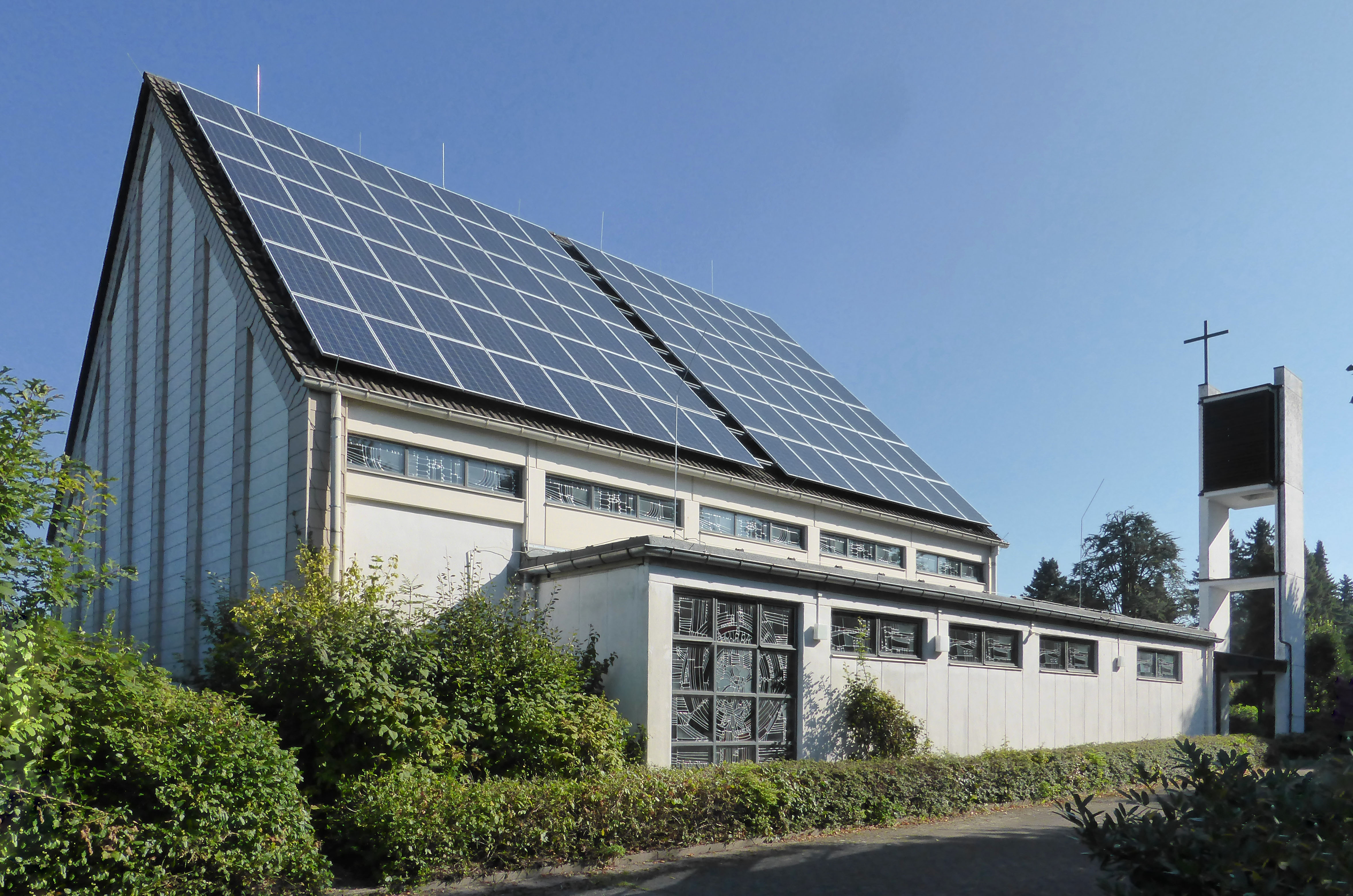
St.-Marien-Kirche

Die katholische Kirche ist in Dransfeld mit der St.-Marien-Kirche vertreten. Nachdem sich im Zuge der Flucht und Vertreibung Deutscher aus Mittel- und Osteuropa 1945–1950 wieder Katholiken im seit der Reformation evangelisch-lutherischen Dransfeld niedergelassen hatten, bildete sich ab 1946 eine katholische Pfarrvikarie, die zur Pfarrei St. Elisabeth (Hann. Münden) gehörte. Am 22. Juli 1951 wurde die ehemalige Synagoge von Dransfeld als katholische Kapelle Sieben Schmerzen Mariä geweiht, die bis zum Bau der heutigen St.-Marien-Kirche genutzt wurde. 1975 erfolgte an der Heinrich-Sohnrey-Straße die Grundsteinlegung für das aus Betonfertigteilen errichtete heutige Kirchengebäude, das am 6. Dezember 1975 von Bischof Heinrich Maria Janssen geweiht wurde. 1977 wurde St. Marien eine selbstständige Kirchengemeinde, die 1998 mit den Kirchengemeinden St. Hedwig und Adelheid in Adelebsen und St. Heinrich und Kunigunde in Göttingen-Grone zu einer Seelsorgeeinheit verbunden wurde. Seit 2008 ist die St.-Marien-Kirche eine Filialkirche der Pfarrei St. Godehard (Göttingen).

## Politik

### Stadtrat
Der Rat der Stadt Dransfeld besteht aus 15 Ratsmitgliedern. Dies ist die festgelegte Anzahl für eine Gemeinde mit einer Einwohnerzahl zwischen 3001 und 5000 Einwohnern, die Mitgliedsgemeinde einer Samtgemeinde ist. Die Ratsmitglieder werden durch eine Kommunalwahl für jeweils fünf Jahre gewählt. Die aktuelle Amtszeit begann am 1. November 2021 und endet am 31. Oktober 2026.
- SPD: 5
- Grüne: 2
- FWGD: 4
- CDU: 4

### Bürgermeister
Ehrenamtlicher Bürgermeister ist seit 2021 Jan-Thomas Geyer (CDU). Seine Stellvertreter sind Karin Rehbein (SPD), Daniel Grünewald (CDU) und Bernd Lesser (FWGD).

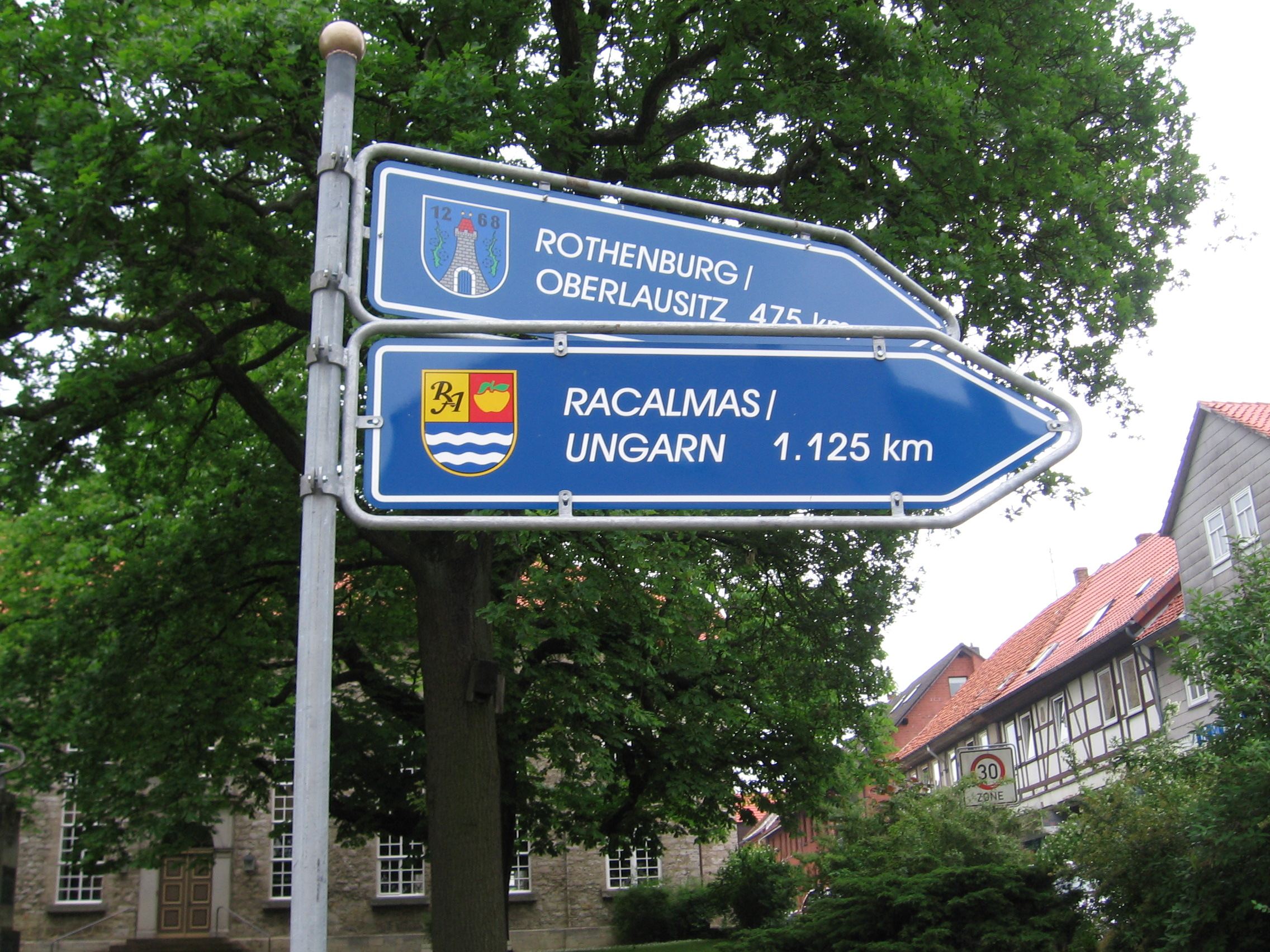
Partnerstädte von Dransfeld

### Wappen und Flagge

Wappen
Hissflagge

Blasonierung: „In Rot ein schreitender schwarz bewehrter goldener (gelber) Löwe.“
Das Wappen geht auf ein Stadtsiegel nach 1305 zurück. Es zeigt den Löwen des Herzogtums Braunschweig, Linie Göttingen. Der Löwe erschien zunächst linksgewendet und herschauend. Klemens Stadler zeigte ihn im schwarzen Schild.
Die Flagge kann beschrieben werden als schwarz-gelb quergestreift mit aufgelegtem Wappen in der Mitte.

### Partnergemeinden
- Rothenburg/Oberlausitz im Landkreis Görlitz
- Descartes (Indre-et-Loire) in Frankreich
- Rácalmás in Ungarn[20]

## Kultur und Sehenswürdigkeiten

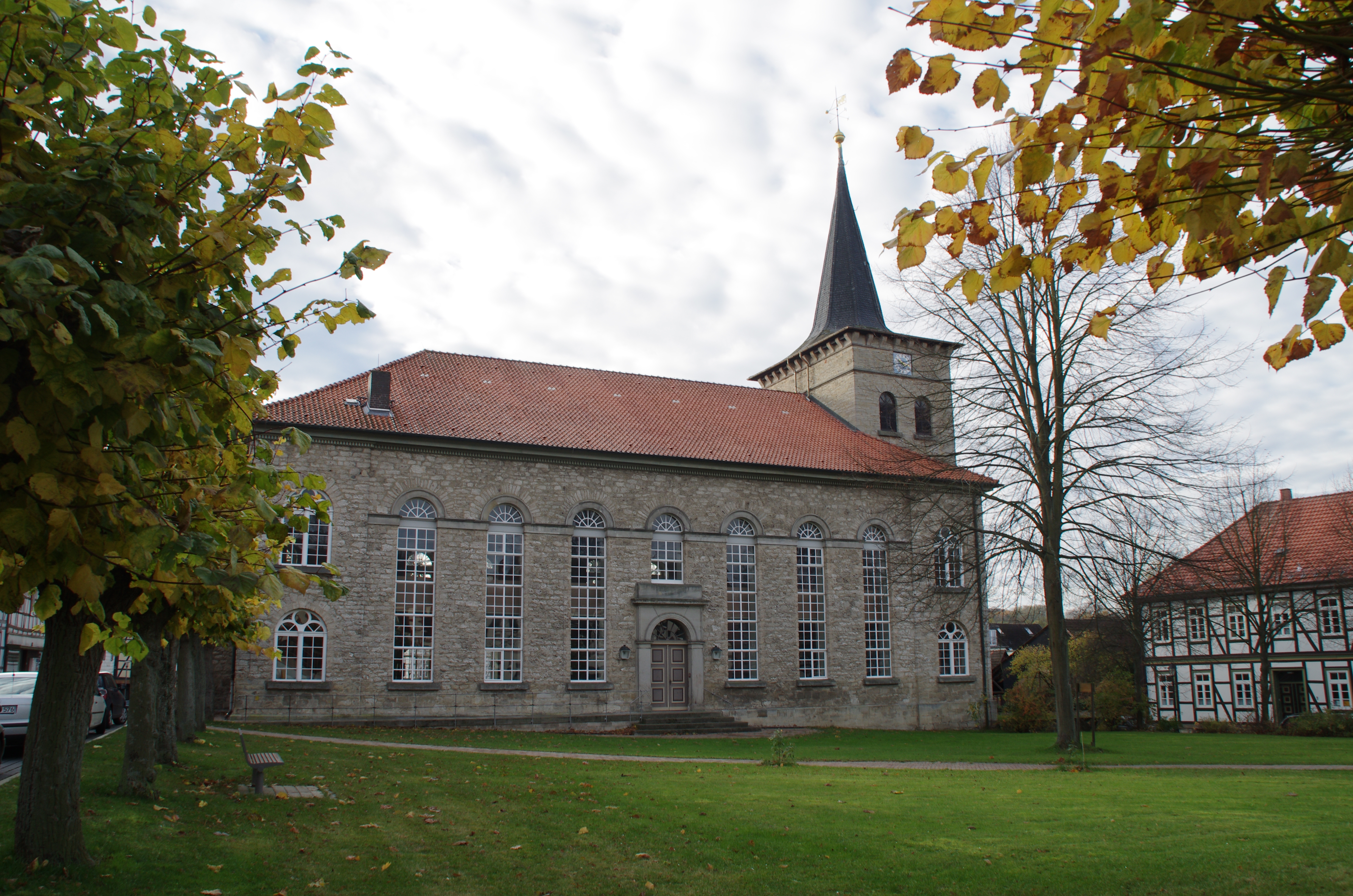
St.-Martini-Kirche in Dransfeld

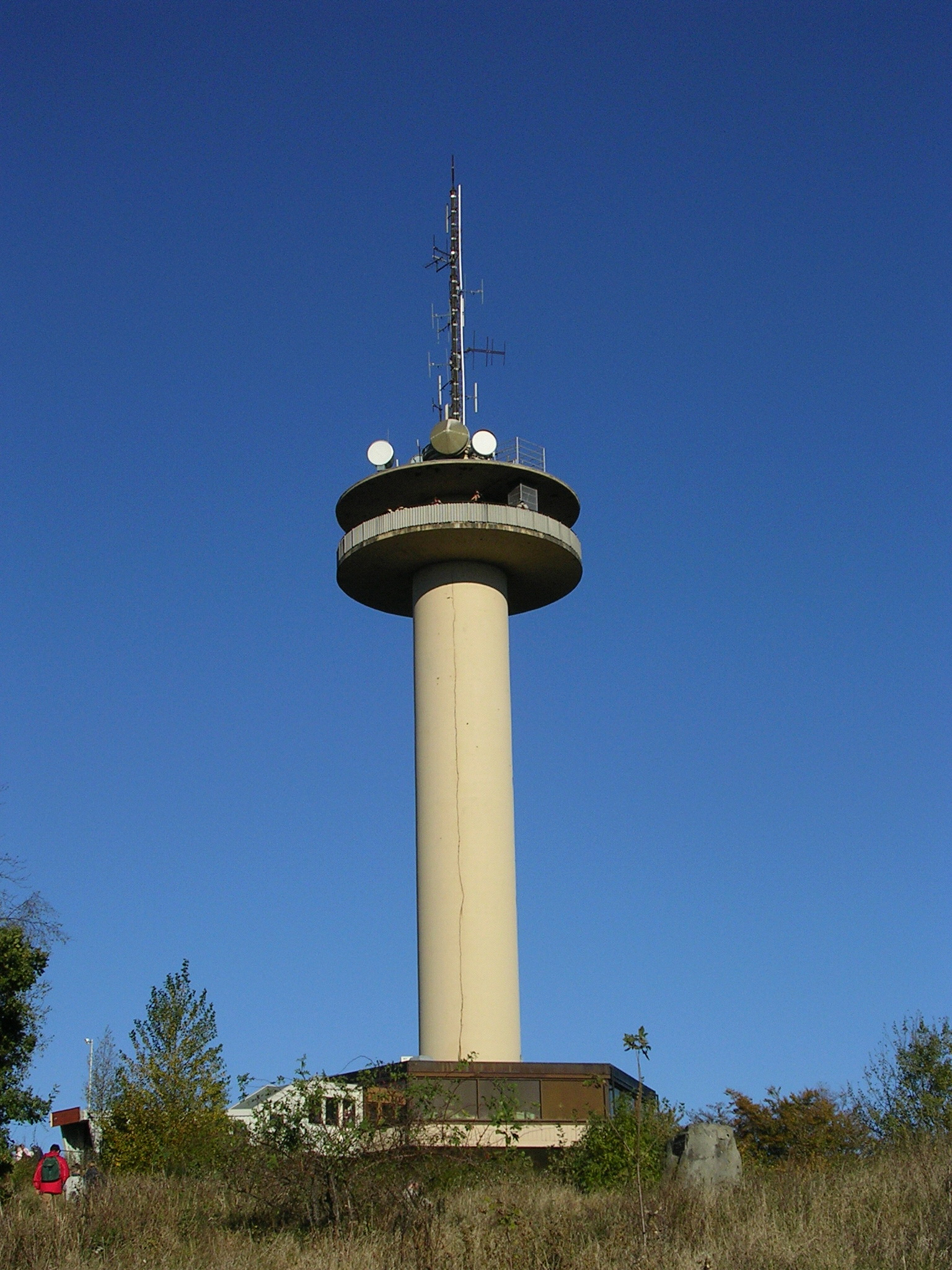
Gaußturm

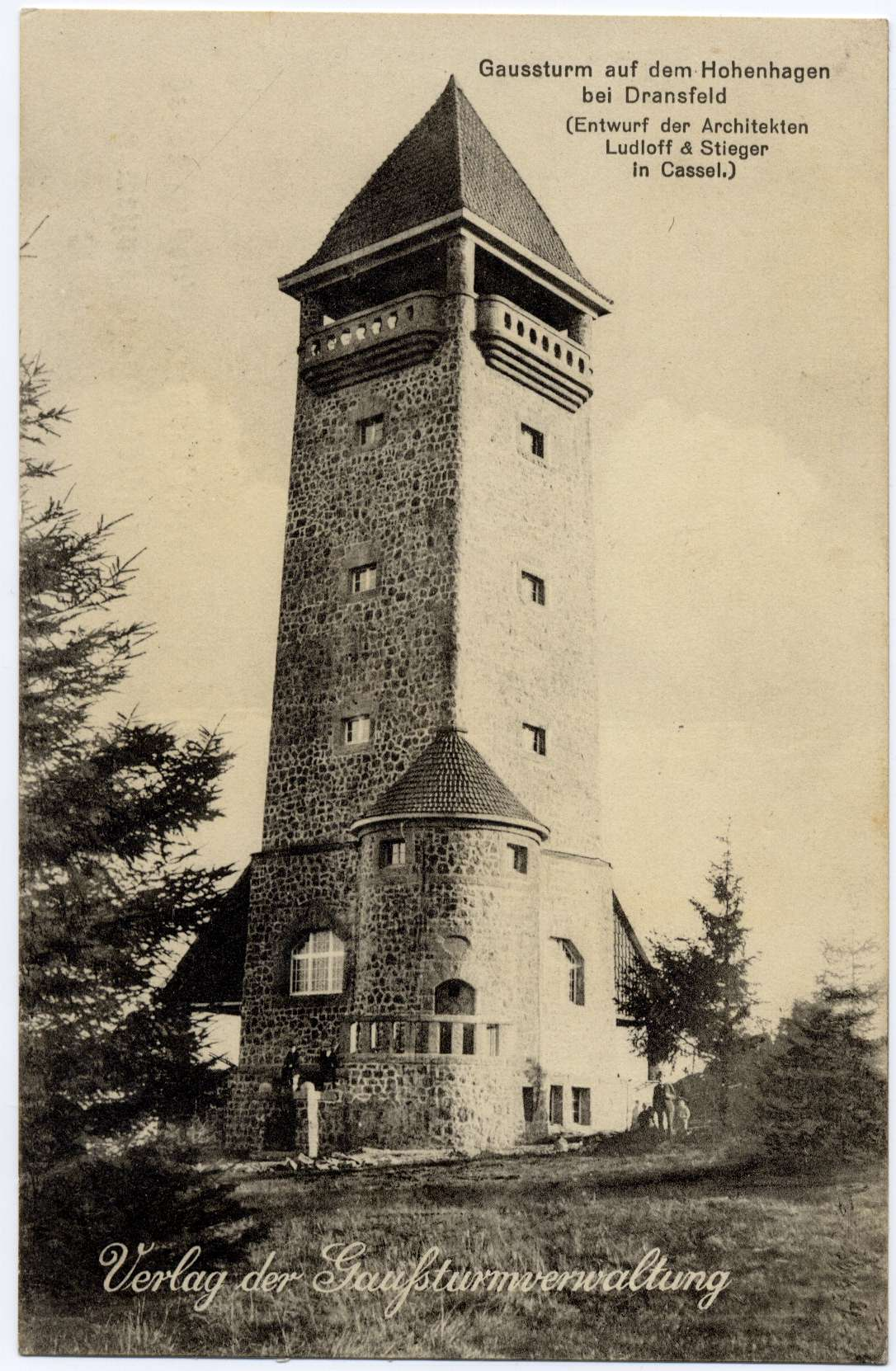
Historischer Gaußturm

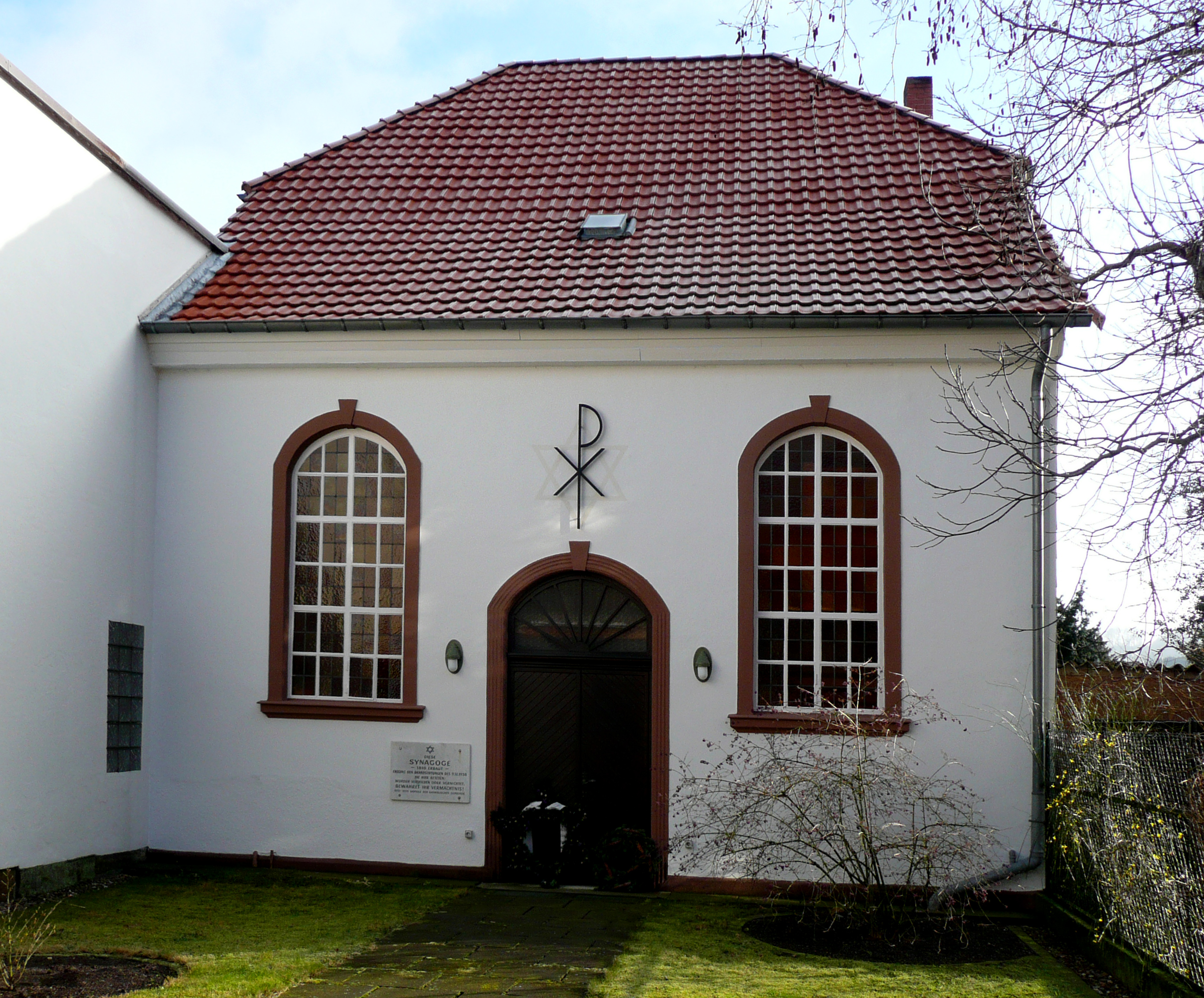
Ehemalige Synagoge

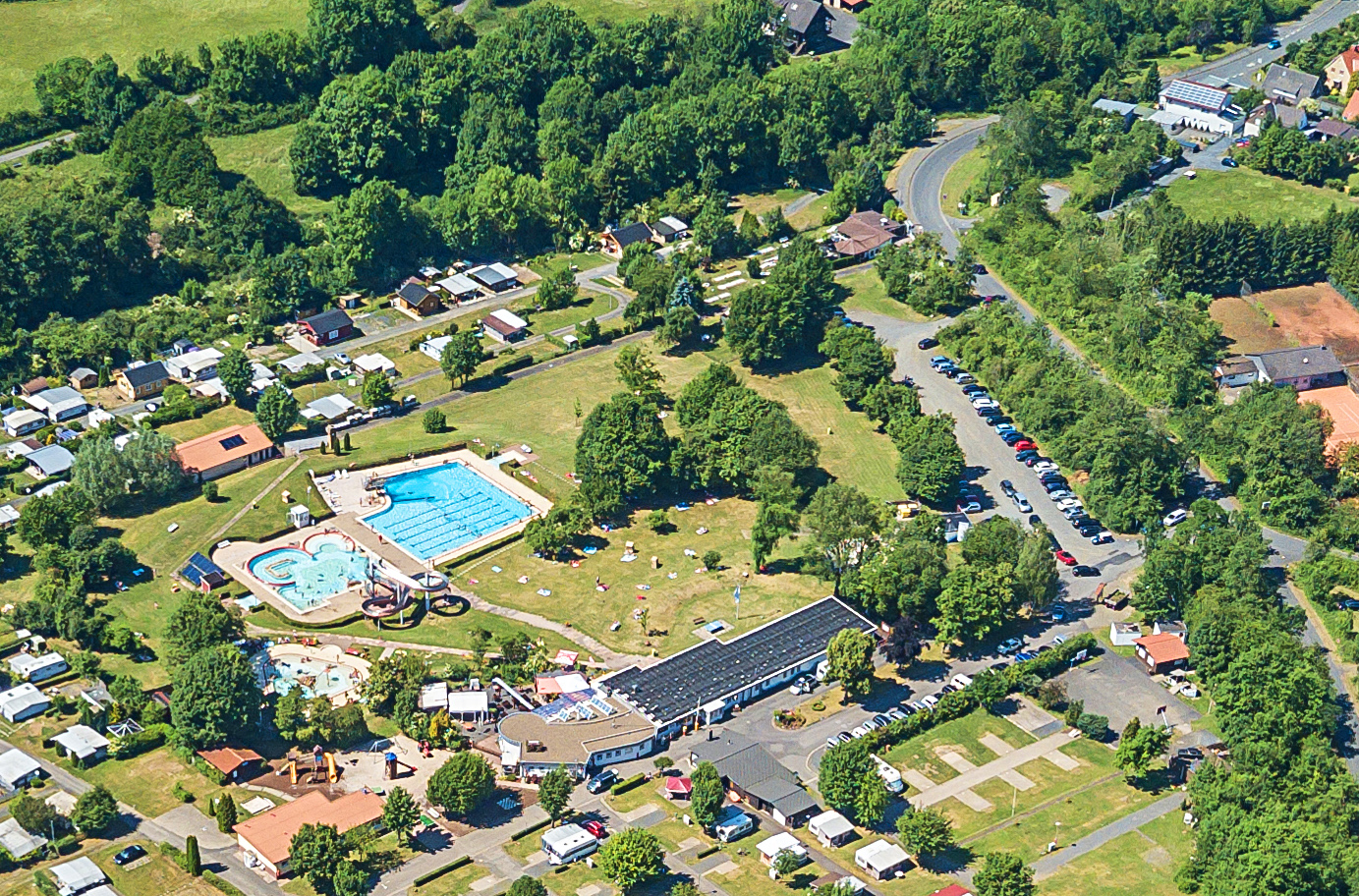
Erlebnisbad Dransfeld

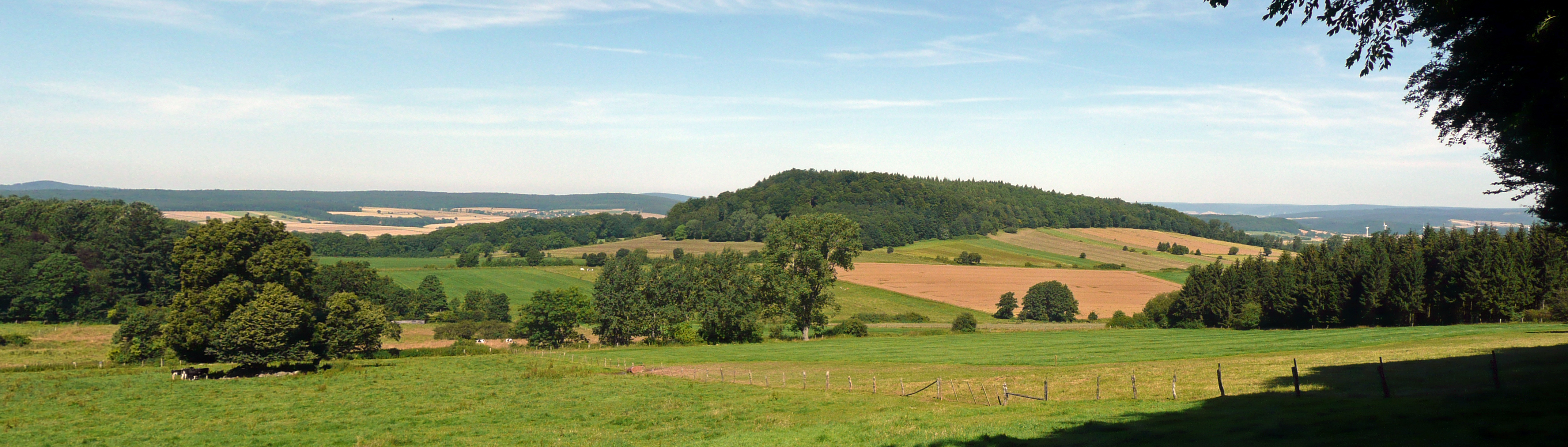
Dransberg

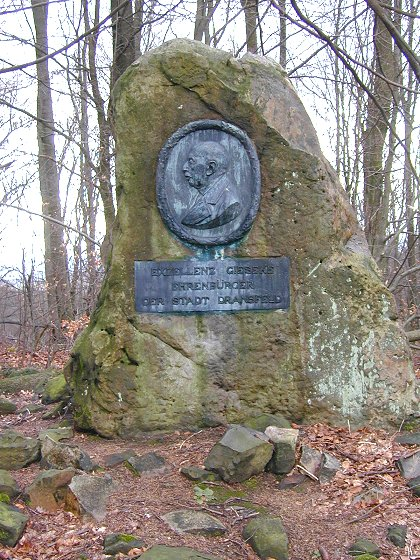
Gedenkstein für Exzellenz Gieseke, Ehrenbürger der Stadt Dransfeld (Standort: Hoher Hagen)

### Bauwerke

#### Kirche
Die evangelisch-lutherische Stadtkirche St. Martini wurde nach dem verheerenden Stadtbrand 1834 im spätklassizistischen Stil neu errichtet und 1841 eingeweiht. Für den Wiederaufbau konnten von der gotischen Vorgängerkirche nur Teile des Turms übernommen werden. Architekt war der hannoversche Konsistorialbaumeister Ludwig Hellner. Der große Innenraum wird durch die weitgespannte Flachdecke und die segmentbogenförmige Apsis mit sechs hohen Säulen geprägt. Die Kirche besitzt eine umlaufende Empore, die auf der Westseite von einer breiten Orgel eingenommen wird. Die Orgel wurde 1843 von Balthasar Conrad Euler aus Gottsbüren bei Trendelburg gebaut, nach mehreren Veränderungen 1985 restauriert und steht seitdem unter Denkmalschutz. Die Kirche wurde von 1981 bis 1984 restauriert, dabei wurde auch die ursprüngliche Ausmalung wiederhergestellt. Das Chorfenster zeigt Christus im Garten Gethsemane.

#### Weiteres
Der neue Gaußturm, welcher 1964 auf dem Hohen Hagen erbaut wurde, ist mit einer Gesamthöhe von 51 Metern das weithin sichtbare Wahrzeichen der Stadt Dransfeld.
Am Nordosthang des Dransberges befindet sich ein Jüdischer Friedhof mit 131 Grabsteinen. Er ist ein geschütztes Kulturdenkmal. Die ehemalige Synagoge Dransfeld ist ebenfalls noch erhalten. An die Judenverfolgung in Dransfeld erinnern heute 38 Stolpersteine (2019), die im Gehweg vor den ehemaligen Wohnhäusern der NS-Opfer verlegt sind.
Siehe auch Liste der Baudenkmale in Dransfeld.

### Naturdenkmäler
Eines der bekanntesten Naturdenkmäler des Göttinger Raumes bilden die Altarsteine am Hengelsberg in Dransfelder Stadtwald. Es handelt sich dabei um eine auffällige Quarzitblockgruppe, welche nicht für industrielle Zwecke abgebaut wurden. Der nördlich gelegene Block hat eine Länge von 3,4 m, eine Breite von 2 m und ragt etwa 70 cm aus dem Boden. Die Oberfläche präsentiert sich relativ uneben, doch wurden auch 10 bis 15 Vertiefungen festgestellt, die mit ihrer regelmäßigen Kreisform und deutlicher Begrenzung sie als von Menschenhand hergestellt deutlich machen. Mit diesen Markierungen auf dem Stein zählt der demnach zur Gruppe der sogenannten „Schalen“- oder „Näpfchensteine“, einer Art von urzeitlicher Denkmäler, denen eine umstrittene Bedeutung zukommt. Ein ähnlicher Schalenstein im Göttinger Raum ist derjenige von Wiershausen, der in 5,5 km Luftlinie entfernt, von denen im Dransfelder Wald, gefunden wurde. Die ältesten der Altarsteine am Hengelsberg tragen die eigentümlichen Schalen wohl seit der Jungsteinzeit, der größte Teil von ihnen bekamen allerdings ihre Ausgestaltungen erst in der Bronzezeit. Ein anderer Quarzitblock zeigt auf seiner Oberfläche lange Wetzrillen, wie sie von mittelalterlichen Kirchen bekannt sind, da man das ausgeschliffene Steinmehl damals als Heilmittel nutzte. Unter einem dritten Stein fanden sich Scherben aus dem 14. Jahrhundert, was die Vermutung bestätigt, dass jene Wetzrillen aus dem ausgehenden Mittelalter stammen.
Zu den weiteren Naturdenkmäler zählen im Dransfelder Wald am Südhang des Hengelsberges der „Hohle Stein“, ein sesselförmiger Quarzitblock, der in die Steinzeit datiert wird, des Weiteren fand man zwei Gruppen von Grabhügeln aus unbekannter Zeit, die eventuell endneolithisch sein könnten und die spätmittelalterliche Töpfereiwüstung „Gropenhagen“, mit Abfallhalden, Brennofen und Gebäuderesten.

### Sport
Am 1. Mai findet in Dransfeld alljährlich der Hasenmelker-Lauf statt, ein 10 km langer Volksberglauf, der von Dransfeld über den Hohen Hagen führt. Der größte Sportverein der Stadt ist der Dransfelder Sport-Club e. V.
Die Tour d’Energie, die jährliche Radtour von Göttingen, führt ebenfalls durch Dransfeld und über den Hohen Hagen.

## Wirtschaft und Infrastruktur

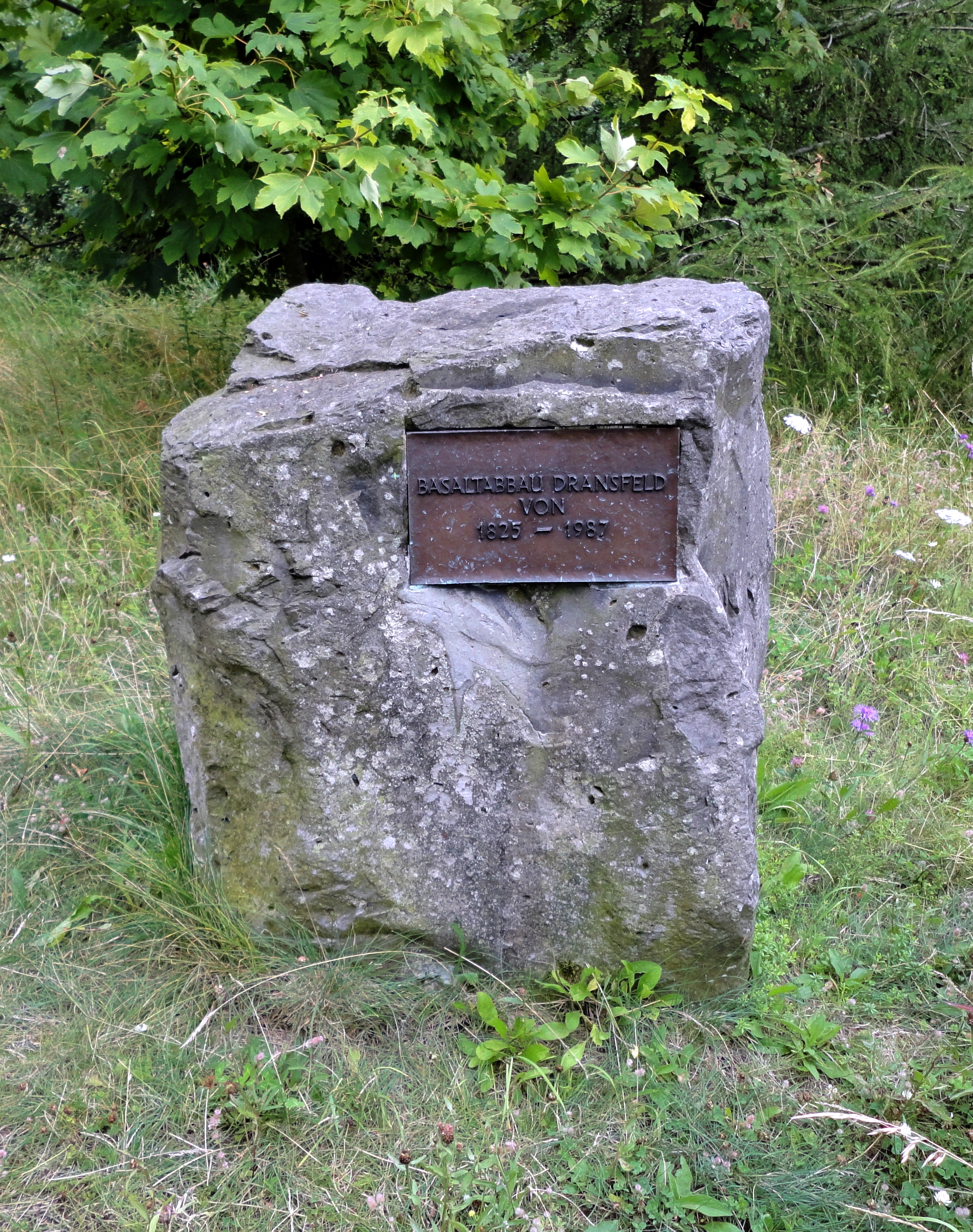
Basaltabbau-Denkmal

### Bergbau
Zwischen 1825 und 1987 existierte am Hohen Hagen bei Dransfeld ein bedeutender Abbauort von Basalt, der als Gleisschotter, Zugabe für Betonmischungen und als Baumaterial verwendet wurde. Auch große Teile des Kopfsteinpflasters in Göttingen bestehen aus Dransfelder Basalt. Der neue Gaußturm steht am Rande eines Basalt-Steinbruches.

### Verkehr
Die Bundesstraße 3 verbindet Dransfeld mit Hann. Münden und Göttingen. Östlich der Stadt verläuft in 9 km Entfernung bei Göttingen die Bundesautobahn 7 Hannover–Kassel. Das nahe Dreieck Drammetal bietet Anschluss an die Bundesautobahn 38 nach Halle (Saale) und Leipzig.
Der Öffentliche Personennahverkehr (ÖPNV) verbindet Dransfeld über die Buslinie 120 der RBB mit Hann. Münden und Göttingen.
Der Bahnhof Göttingen liegt an der Schnellfahrstrecke Hannover–Würzburg und ist ein Fernverkehrshalt. Über Göttingen führen die ICE-Verbindungen aus Richtung Hamburg–Hannover nach München/Basel sowie aus Richtung Berlin–Braunschweig nach Frankfurt–Stuttgart/Basel. Bis Mai 1980 bestand in Dransfeld ein Bahnhof an der Hannöverschen Südbahn zwischen Göttingen und Kassel, dieser Streckenabschnitt ist jedoch abgebaut und die Züge fahren über Eichenberg. Die nächsten Flughäfen sind in Hannover, Kassel und Paderborn.
Durch Dransfeld führt auch der Weser-Harz-Heide-Radfernweg, der in beiden Richtungen über Abschnitte der ehemaligen Dransfelder Rampe führt (siehe Geschichte).

### Fremdenverkehr
Rund um den Hohen Hagen befindet sich ein Netz aus Wander- und Waldwegen, darunter der Pilgerweg Loccum–Volkenroda.

## Persönlichkeiten

### Ehrenbürger
- Exzellenz und Geheimrat Hermann August Gieseke (1846–1926),[23] Leiter Postamt Konstantinopel (1881–1885),[24] Abteilungsdirektor im Reichspostamt (1901–1908),[25] Ehrenvorsitzender des Gaußturm-Baukomitees[26]

### Töchter und Söhne der Stadt
Nach Geburtsjahr geordnet
- Johann Jeep (1582–1644), Komponist
- Theodor Hoebel (1832–1908), Wasserbauingenieur, Erbauer des Bremerhavener Fischereihafens
- Paul Isenberg (1837–1903), Zuckerfabrikant
- Johann Friedrich Crome (1906–1962), klassischer Archäologe
- Rolf Zick (1921–2024), Journalist
- Christa Ludewig (* 1953), Landtagsabgeordnete (CDU)
- Pauline Bremer (* 1996), Fußballspielerin